# Bedford (Massachusetts)
Pour les articles homonymes, voir Bedford.
Bedford est une ville du comté de Middlesex aux États-Unis, qui fait partie du Grand Boston. Sa population était de 12 595 habitants au recensement de 2000.

## Personnalités liées à Bedford
- Neera Tanden (1970-), présidente du Center for American Progress.